# Joplin (cratère)
Pour les articles homonymes, voir Joplin.
Joplin est un cratère d'impact présent sur la surface de Mercure. 
Le cratère fut ainsi nommé par l'Union astronomique internationale en 2012 en hommage au compositeur américain Scott Joplin. 
Son diamètre est de 139 km. Il se situe dans le quadrangle de Debussy (quadrangle H-14) de Mercure.